# 嚴璩
嚴璩（1874年—1942年），字伯玉，福建侯官人。清末及中华民国政治人物。

## 生平
嚴璩早年赴英国留學。归國後，他歷任廣東省電政監督、駐法國使館參贊、福建財政監理等职务。
中华民國成立後，因为当时國庫空虛，所以他积极推動徵收鹽稅。民國2年（1913年）4月，他任長蘆鹽運使。民国11年（1922年），他三度出任財政部次長，并任鹽務署長等職。民国13年（1924年），他再次出任財政部次長。
抗日战争时期，他拒絕出任汪精卫政权职务。
1942年，他在上海病逝。

## 著作
嚴璩編有其父嚴復的詩集以及年譜。

## 家族
- 父严复，翻译家。
- 長女嚴倚雲，1912年生於北京，考入北京大學教育系。畢業後曾在西南聯大、北京大學任教。1947年赴美，1956年獲康奈爾大學語言學博士學位，先後任南加州大學、西雅圖華盛頓大學教授。曾被列入《美國學者名人錄》、《美國教育家名人錄》、《美國婦女名人錄》，並被選爲全美外國語學會第二副主席。經胡適先生介紹與天體物理學教授高叔哿博士結婚。
- 次女嚴系雲，1917年生於北京。現在唐山市居住，北京輔仁大學畢業，一直在唐山市第四中學任英語、音樂教師。現任唐山市海外聯誼會副主任、唐山市老幹部合唱團團長。夫婿梁紹造，醫學博士，著名眼科專家。